# صفا آخوندوف
صفا فتح‌الله اوغلو آخوندوف (ترکی آذربایجانی: Səfa Fətulla oğlu Axundov، زاده ۱۹ ژوئن ۱۹۵۸، ماساللی، جمهوری شوروی سوسیالیستی آذربایجان - ۱۹۹۲، شوشی، جمهوری آذربایجان) قهرمان ملی جمهوری آذربایجان و از مبارزین جنگ اول قره‌باغ بود.

## سنین جوانی و تحصیل
آخوندوف در ۱۹ ژوئن ۱۹۵۸ در شهرستان ماساللی جمهوری شوروی سوسیالیستی آذربایجان زاده شد. وی تحصیلات ابتدایی خود را در ساعتلی به پایان رساند و سپس به جلیل‌آباد رفت و در آنجا تحصیلات خود را ادامه داد. در سال ۱۹۷۹ از مدرسه هواپیمایی کشوری بوقوروسلان فارغ التحصیل شد.

## زندگی شخصی
آخوندوف متاهل و دارای دو فرزند بود.

## جنگ قره‌باغ
در سال ۱۹۸۷، هنگامی که درگیری‌های اولیه میان جمهوری آذربایجان و ارمنستان آغاز شد، آخوندوف از ریگا به جمهوری آذربایجان بازگشت. در سال ۱۹۸۹، او به عنوان نخستین افسر هلیکوپتر Mi-8 شرکت هواپیمایی Zabrat Azalaero گماشته شد.
او در ژانویه ۱۹۹۲، چندین پرواز به شوشی انجام داد. هواپیمای وی در ۲۸ ژانویه ۱۹۹۲ در جریان پرواز آغ‌دام - شوشی توسط ارامنه مورد اصابت قرار گرفت.

## افتخارات
صفا فتح‌الله اوغلو آخوندوف پس از مرگ با حکم ریاست جمهوری شماره ۳۳۷ به‌تاریخ ۲۵ نوامبر ۱۹۹۲ نشان و عنوان قهرمان ملی جمهوری آذربایجان را دریافت کرد.
وی در خیابان شهدای شهر باکو به خاک سپرده شد.